# مجموعة المرس

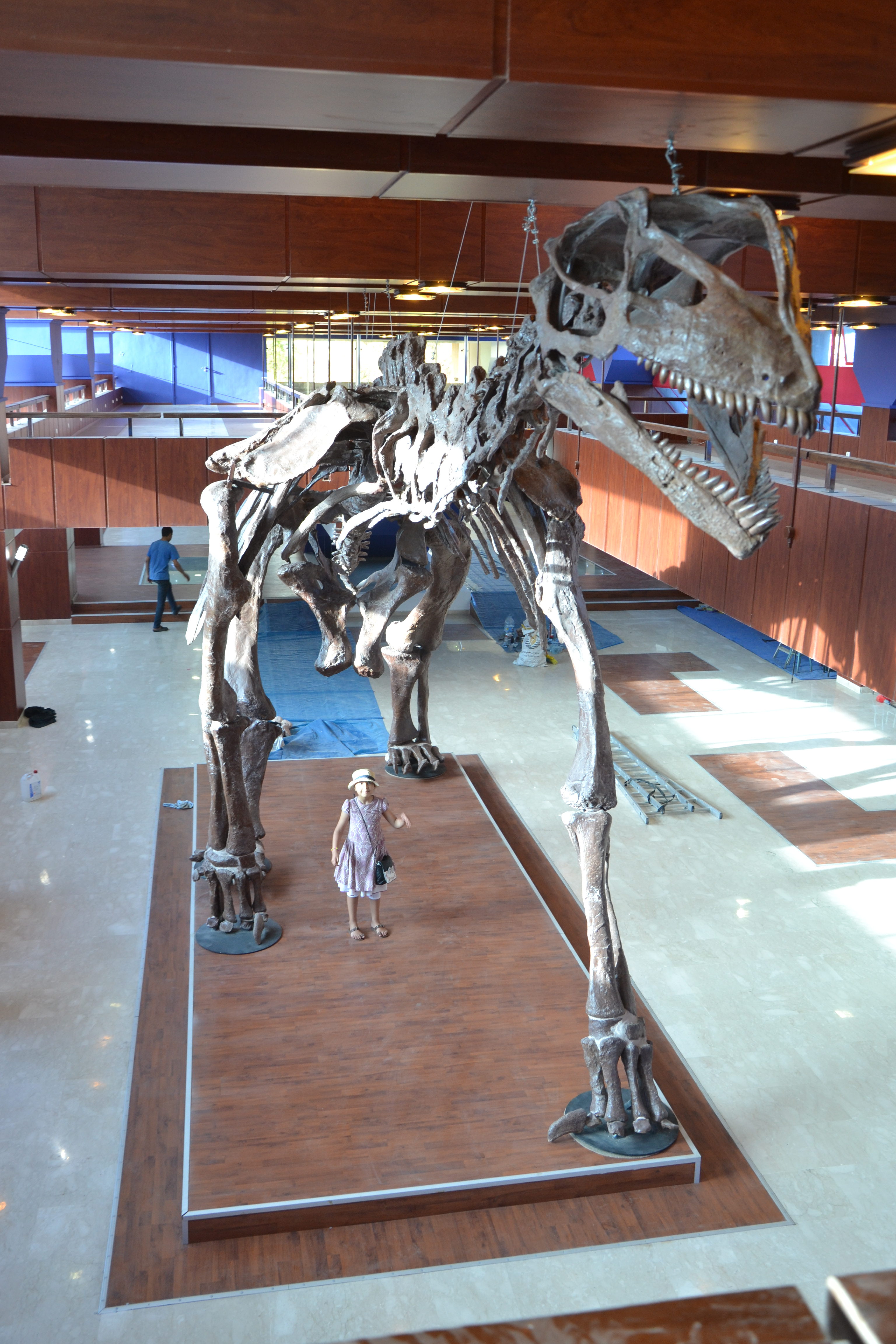
هيكل عظمي لحيوان من الأطلس في الرباط المغرب

مجموعة المرس (بالإنجليزية: El Mers Group)‏ هي مجموعة جيولوجية في الأطلس المتوسط بالمغرب. تنقسم إلى 3 تشكيلات تسمى تشكيلات المرس 1 و2 و3 على التوالي. وهو عبارة عن رواسب بحرية تتكون أساسًا من مادة مارل مع وجود الجبس في الجزء العلوي من الوحدة 3. تعتبر بقايا الديناصورات من بين الحفريات التي تم استعادتها من المجموعة، وعلى الأخص تلك الخاصة بوحشيّات الأرجل غير المحددة، وسحليات الأرجل سيتيوصور، وستيغوصوريات أدراتكليت، وأنكيلوصوريات.